# سوزانا فرانك
سوزانا فرانك (بالإنجليزية: Suzanne Frank)‏ (22 مارس 1967)؛ صحفية وروائية أمريكية.